# 第1飛行師団 (日本軍)
第1飛行師団（だいいちひこうしだん）は、日本陸軍の航空師団の一つ。前身は1938年に創設された第1飛行集団で、1942年に解散したが、1943年に第1飛行師団として再編成されたものである。

## 沿革
第1飛行集団司令部は1938年6月、東京で編成され内地の防衛を担当した。その後、司令部は岐阜へ移動し、1942年に解隊した。
1943年1月、第1飛行師団として再編成され、司令部を岐阜県稲葉郡那加町の各務原飛行場（現・航空自衛隊岐阜基地）内に置き、内地の防衛を担当。1944年（昭和19年）、北海道・千島列島の防衛担当となり、司令部を北海道札幌市に移動させ第5方面軍に属した。その後、司令部を北海道帯広市の十勝飛行場（現・陸上自衛隊帯広駐屯地）に移動したが、終戦時は札幌市の札幌新飛行場（現・陸上自衛隊丘珠駐屯地・丘珠空港）から隷下の部隊を指揮した。

本土終戦後、僅かな残存機体を対ソ防衛戦の占守島の戦いに合流させ、現地で散華。1945年8月23日の占守島残存帝國陸海軍の武装解除により、本師団は終焉した。

## 師団概要
- 司令部通称号：鏑1046

### 歴代師団長

#### 第1飛行集団長
- 牧野正迪 中将：1938年6月1日 -
- 増野周万 中将：1939年8月1日 -
- 菅原道大 中将：1940年8月1日 -
- 安倍定 中将：1941年9月15日 - 1942年4月15日

#### 第1飛行師団長
- 原田宇一郎 中将：1943年1月11日 -
- 佐藤正一 中将：1945年6月1日 -

### 歴代参謀長

#### 第1飛行集団参謀長
- 中平元量 航空兵大佐：1938年6月1日[1] -
- 塚田理喜智 航空兵大佐：1939年12月1日 - 1942年4月1日[2]

#### 第1飛行師団参謀長
- 小森田親玄 大佐：1943年2月25日[3] - 1943年12月3日
- 成田貢 大佐：1943年12月3日 - 終戦[4]

### 最終司令部構成

#### 第1飛行集団
- 参謀長：塚田理喜智大佐

#### 第1飛行師団
- 参謀長：成田貢大佐
  - 参謀：高橋敏雄少佐
  - 参謀：西村守雄少佐
- 高級副官：井上弘中佐
- 兵器部長：志村周一中佐
- 軍医部長：北島規矩朗軍医大佐
- 経理部長：岡村潔主計中佐

### 最終所属部隊

#### 第1飛行集団
戦闘部隊
- 第17飛行団：中西良介少将
  - 飛行第5戦隊（戦闘）：恩田謙蔵中佐
  - 飛行第144戦隊（戦闘）：泊重愛少佐
  - 独立飛行第101中隊（司偵）：安田岳彦大尉
  - 第14航空通信隊：田中常吉大尉
- 飛行第2戦隊（偵察）：小林孝知大佐

教導部隊
- 第101教育飛行団：吉田定男少将
  - 第101教育飛行連隊（戦闘）：城寺朝一中佐
  - 第102教育飛行連隊（重爆）：三宅友美中佐
  - 第4航空教育隊（柏）：近藤信太郎中佐
  - 第6航空教育隊（原ノ町）：兼山長太郎大佐
  - 第11航空教育隊（水戸）：宮村信幸中佐
  - 第12航空教育隊（増田）：斎藤武夫中佐
- 第102教育飛行団：神谷正男大佐
  - 飛行第3戦隊（司偵、軽爆）：志方光之大佐
  - 第105教育飛行戦隊（重爆）：小島幸延中佐
  - 第1航空教育隊（各務原）：山本勝大佐
  - 第2航空教育隊（加古川）：中山真積中佐
  - 第7航空教育隊（浜松）：眞舘武明大佐
  - 第8航空教育隊（八日市）：城島末治大佐
- 第103教育飛行団：小沢武夫少将
  - 飛行第4戦隊（戦闘、司偵）：岡本修一中佐
  - 第106教育飛行戦隊（戦闘）：中重長吉中佐
  - 第107教育飛行戦隊（軽爆）：田中伊勢吉大佐
  - 第3航空教育隊（隈府）：綾野唯雄中佐
  - 第5航空教育隊（太刀洗）：松本理教中佐
  - 第9航空教育隊（新田原）：山野憲之助中佐
  - 第8航空教育隊（八日市）：城島末治大佐

陸軍病院
- 各務原陸軍病院：平田龍男軍医中佐
- 八日市陸軍病院
- 加古川第1陸軍病院：小橋富児軍医中佐
- 太刀洗陸軍病院：鵜沢修一軍医大佐
- 菊池陸軍病院：馬淵信一郎軍医中佐
- 新田原陸軍病院：葛城雷次郎軍医中佐
- 八戸陸軍病院：伊藤半六軍医中佐
- 仙台第2陸軍病院：粟屋信人軍医中佐
- 嘉義陸軍病院

#### 第1飛行師団
戦闘部隊
- 第20飛行団：甘粕三郎大佐
  - 飛行第54戦隊（戦闘）：竹田勇少佐
  - 飛行第32戦隊（襲撃）：岡村正義少佐
  - 第38独立飛行隊：小林実少佐

飛行場部隊
- 第38航空地区司令部：鵜飼秀熊大佐
  - 第55飛行場大隊：河野宗少佐
  - 第77飛行場大隊：神戸三夫少佐
  - 第83飛行場大隊：市島英雄少佐
- 第39航空地区司令部：小川清水大佐
  - 第49飛行場大隊：久保田時蔵少佐 　  　  　 　
  - 第63飛行場大隊：坂東丈平大尉
  - 第80飛行場大隊：寺沢憲三少佐
- 第52航空地区司令部：楢木茂中佐  
  - 第1飛行場大隊：原口作太郎少佐 　 　
  - 第2飛行場大隊：吉本勇太郎少佐 　 　   　
  - 第73飛行場大隊：工藤茂助少佐 　 　 　 　
  - 第178飛行場大隊：岩下栄吉少佐
  - 第12野戦飛行場設営隊：戸村丑末少佐
  - 第21野戦飛行場設営隊：小林績少佐

通信関連部隊
- 第10航空通信連隊：古谷龍中佐
- 第6航空特種通信隊：臼田玄次郎少佐
- 第20航空情報隊：黒須三郎少佐
- 第11対空無線隊：藤井啓生大尉
- 第12対空無線隊：渡辺淳大尉
- 第1航空固定通信隊：江口宗三中佐
- 第20航空測量隊：高木利光少佐

整備・補給関連部隊
- 第119独立整備隊：渡辺三雄中尉
- 第139独立整備隊：小田敬雄大尉
- 第150独立整備隊：平林光夫中尉
- 第6野戦航空修理廠：中原寛治大佐
- 第6野戦航空補給廠：杉原清吉中佐
- 第11野戦気象隊：小林繁亀少佐